# Violettbukig safir
Violettbukig safir (Chlorestes julie) är en fågel i familjen kolibrier.

## Utseende
Violettbukig safir är en liten kolibri med relativt kort och rak näbb. Hanen är mestadels smaragdgrön med kontrasterande purpurfärgad buk. Honan är grön ovan med ljusgrå undersida.

## Utbredning och systematik
Violettbukig safir förekommer från Panama genom Colombia till nordvästra Peru. Den delas in i tre underarter med följande utbredning:
- Chlorestes julie panamensis – förekommer i fuktiga skogar i centrala Panama (österut till Darién)
- Chlorestes julie julie – förekommer i det tropiska norra Colombia
- Chlorestes julie feliciana – förekommer från det tropiska sydvästra Colombia till västra Ecuador samt nordvästligaste Peru

### Släktestillhörighet
Tidigare placerades arten som ensam art i släktet Juliamyia, längre tillbaka även Damophila. Genetiska studier visar dock att den står nära blåkindad safir (Chlorestes notata) och inkluderas därför numera i det släktet.

## Levnadssätt
Violettbukig safir hittas i skogar och skogsbryn. Där ses den födosöka på små blommor relativt lågt. Den besöker även kolibrimatare.

## Status och hot
Arten har ett stort utbredningsområde, men tros minska i antal, dock inte tillräckligt kraftigt för att den ska betraktas som hotad. Internationella naturvårdsunionen IUCN listar arten som livskraftig (LC). Beståndet uppskattas till i storleksordningen 50 000 till en halv miljon vuxna individer.